# Teinopodagrion epidrium
Teinopodagrion epidrium är en trollsländeart som beskrevs av De Marmels 2001. Teinopodagrion epidrium ingår i släktet Teinopodagrion och familjen Megapodagrionidae. Inga underarter finns listade i Catalogue of Life.